# ویبراتور نقطه جی

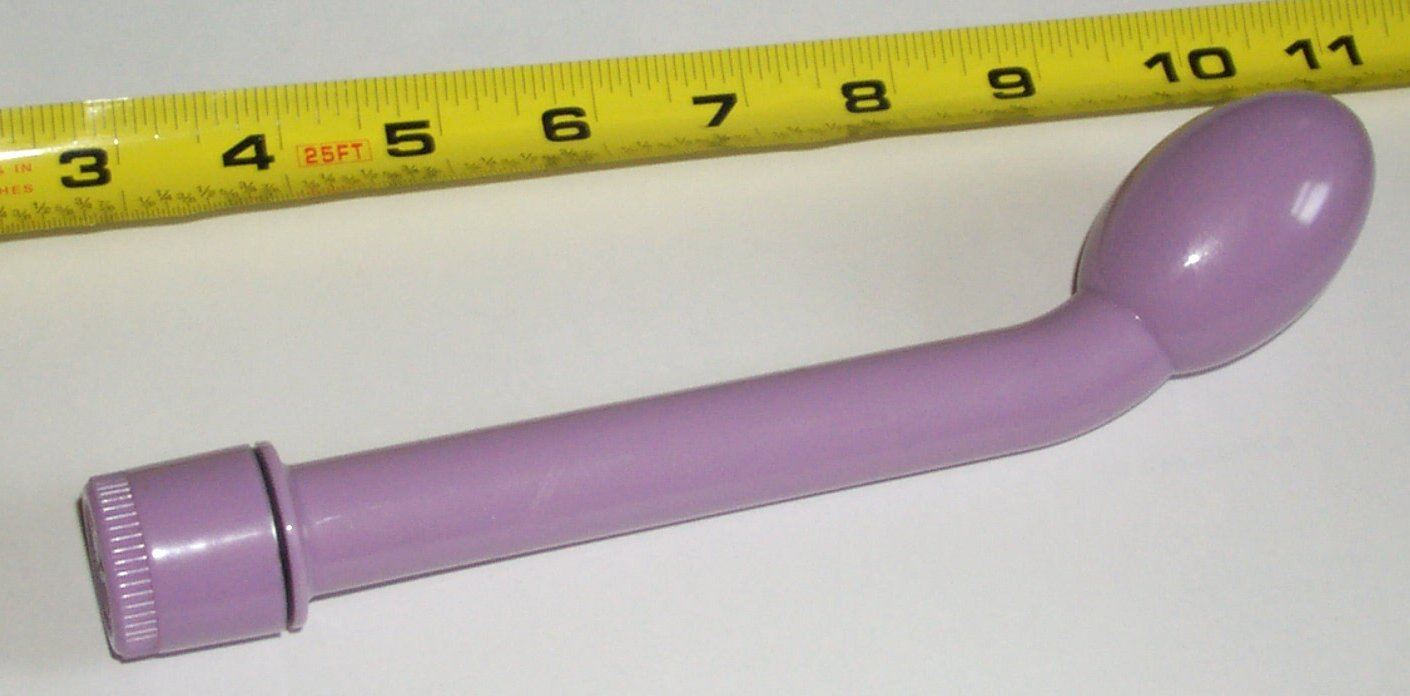
ویبراتور نقطه جی (اندازه خط‌کش به اینچ است)

ویبراتور نقطه جی (به انگلیسی: G-spot vibrator) یک اسباب‌بازی جنسی هم برای زنان و هم مردان است. نسخه زنانه آن به جهت مالش نقطه جی یا قسمت لوبیاشکل مهبل توسعه داده شده‌است. برخی از زنان گزارش داده‌اند که این ناحیه شهوت‌انگیز در صورت تحریک‌شدن می‌تواند منجر به برانگیختگی جنسی شدید، ارگاسم قوی و انزال بشود. نسخه مردانه لرزاننده نقطه جی برای مالش پروستات به دو منظور لذت جنسی و موارد مرتبط با سلامتی استفاده می‌شود.

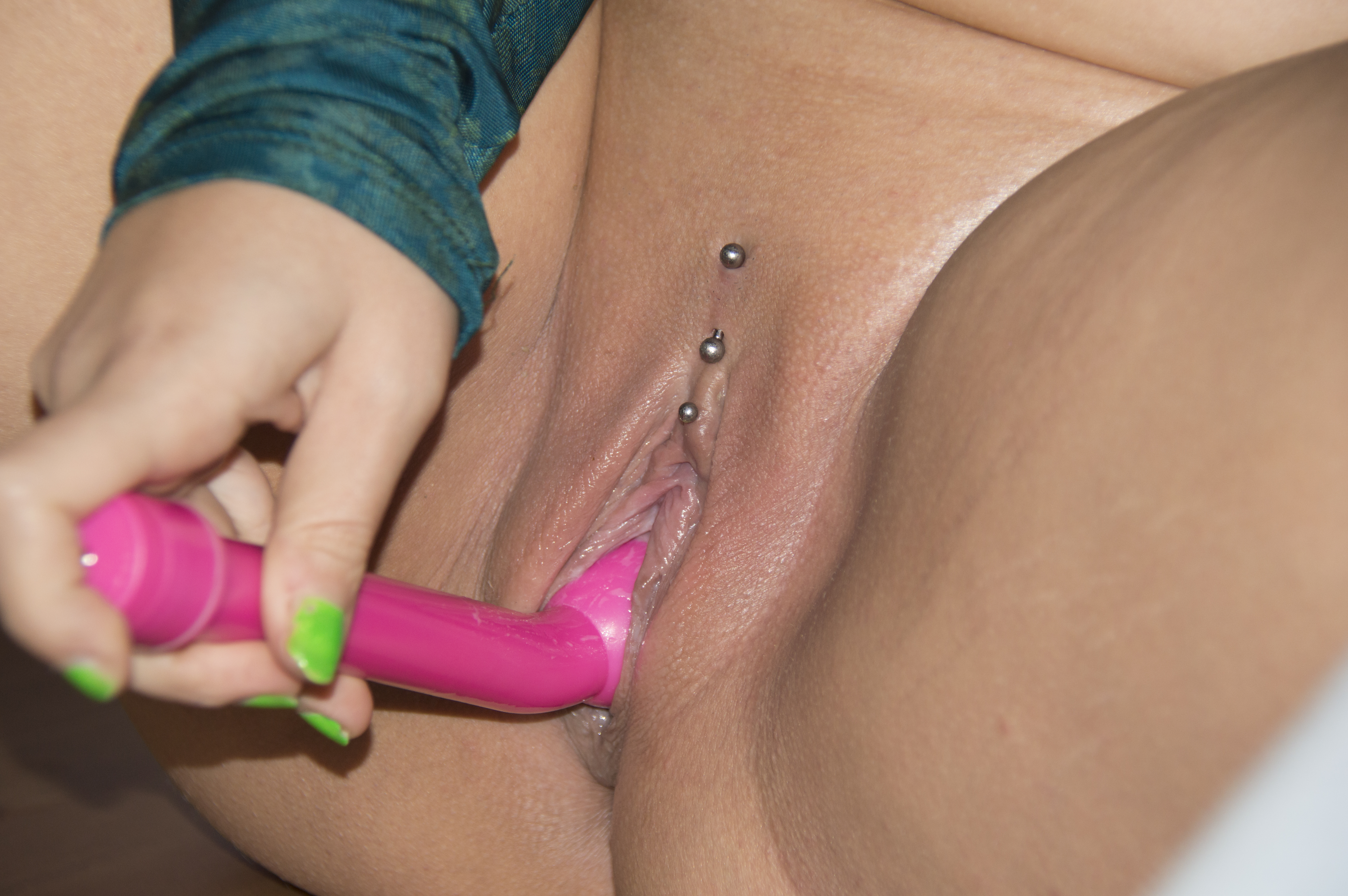

## نسخه‌های زنانه و مردانه

### زنانه

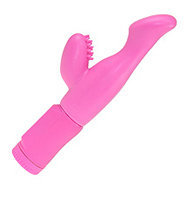
لرزاننده نقطه جی و چوچوله

گونه زنانه آن شکلی مانند نراندامه دارد و به‌ویژه برای تحریک نقطه جی طراحی شده‌است. این دست‌گاه نخست به منظور پاسخ به شکایات زنان از عدم رسیدن به ارگاسم در صورتی که دخول واژنی تنها توسط آلت مردی یا هر شیء دیگر صورت پذیرد، ساخته شد. زنان معمولاً برای تحریک و رسیدن به ارگاسم نیاز به تحریک مستقیم چوچوله دارند، و تحریک نقطه جی از راه دخول جنسی عادی با کیر، به ویژه در قرارگیری مردرو، به سبب زاویه ویژه‌ای که باید در آن دخول ایجاد شود، دشوار است. ساختار منحنی لرزاننده نقطه جی این امکان را فراهم می‌کند تا تحریک این ناحیه را بدون نیاز به قرارگرفتن در موقعیت بدنی دشوار، به‌دست آید.
میزان دخول واژنی در هنگام بهره‌گیری از لرزاننده نقطه جی از زنی به زن دیگر متفاوت است؛ زیرا فیزیولوژی زنان همیشه یکسان نیست. به منظور لذت بیش‌تر می‌توان علاوه بر تحریک نقطه جی در هنگام سکس با آلت تناسلی مردانه یا یک لرزاننده نقطه جی، سایر نواحی شهوت‌خیز بدن زن مانند چوچوله یا فرج را نیز تحریک کرد.
به‌تقریب تمام لرزاننده‌های نقطه جی زنانه از شکل نراندامه برخوردار بوده و برای رسیدن به ناحیه قدامی (پیشین‌ترین ناحیه) واژن انتهای منحنی‌شکل خاصی دارند. اما این گونه لرزاننده‌ها می‌توانند شامل هر شکل دیگری نیز باشند. به‌طور کلی، لرزاننده‌های نقطه جی دارای سر کمی بزرگتر از سرنره و دو تا سه سانتی‌متر عرض و دوازده و نیم تا هفده و نیم سانتی‌متر طول هستند.

### مردانه

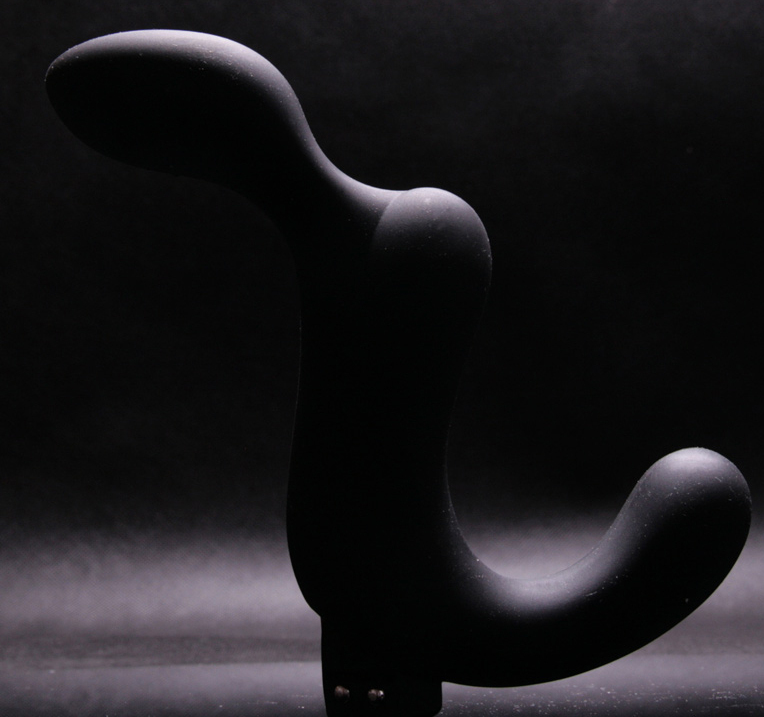
مالش‌دهنده پروستات

لرزاننده نقطه جی مردانه یک وسیله ویژه خمیده با سر گرد است که در کانال مقعدی مرد وارد می‌شود و غده پروستات که به آن نقطه جی مردانه نیز گفته می‌شود را تحریک می‌کند. این کار سبب ایجاد انبوهی از احساسات مختلف و شدید جنسی در فرد می‌گردد. همان‌طور که یک متخصص بهداشت توصیه کرده، ماساژ پروستات به منظور سلامتی امری مفید است.
نقطه جی مردانه قرن‌هاست که در  رابطه جنسی تانتریک مورد استفاده قرار می‌گیرد. در فرهنگ شرقی به‌طور مداوم از تحریک نقطه جی در مردان به منظور ماساژ در سنین بالا استفاده کرده‌است. ماساژ نقطه جی مردانه نه‌تنها به دلیل مزایای سلامتی آن برای غده پروستات، بلکه به دلیل لذت جنسی اغلب شدید، بسیار محبوب شده‌است. لرزاننده‌های نقطه جی مخصوص مردان به شکلی خاص ساخته شده‌اند که به راحتی در راست روده جای بگیردند و کانال مقعد، پرینه و غده پروستات را بلرزانند تا پروستات را دوشیده و بیشتر مایعات داخل این غده مهم را از بین ببرند. لرزاننده‌های نقطه جی مردانه به‌طور معمول بدون عملکرد لرزش ارائه می‌شوند، اما این برای برخی از مدل‌های اضافی و به جهت لذت جنسی بیش‌تر، لرزش نیز در آن‌ها تعبیه شده‌است.

## مواد
لرزاننده‌های نقطه جی معمولاً از موادی تولید می‌شوند که لمس مطبوعی را ایجاد می‌کنند؛ موادی چون سیلیکون، ژل، لاستیک طبیعی، پلاستیک سخت یا هر ترکیب دیگری از این مواد.